# Khướu mỏ dẹt họng đen
Khướu mỏ dẹt họng đen (danh pháp khoa học: Suthora nipalensis) là một loài chim trong họ Paradoxornithidae hoặc xếp trong phân họ Paradoxornithinae của họ Sylviidae.

## Phân loài
- S. n. garhwalensis (Fleming, RL & Traylor, 1964): Bắc Ấn Độ.
- S. n. nipalensis Hodgson, 1837: Tây và trung Nepal.
- S. n. humii Sharpe, 1883: Đông Nepal và Bhutan.
- S. n. crocotia (Kinnear, 1954): Đông Bhutan và tây Arunachal Pradesh (đông bắc Ấn Độ).
- S. n. poliotis Blyth, 1851: Đông Arunachal Pradesh tới Manipur (đông bắc Ấn Độ), tây bắc và bắc Myanmar, tây nam Trung Quốc.
- S. n. feae Salvadori, 1889: Đông và nam Myanmar, tây Thái Lan.
- S. n. patriciae Koelz, 1954: Mizoram (đông bắc Ấn Độ)
- S. n. ripponi Sharpe, 1905: Chin Hills (tây Myanmar)
- S. n. beaulieui (Ripley, 1953): Đông bắc Thái Lan, bắc và trung Lào, bắc và trung Việt Nam.
- S. n. kamoli (Eames, JC, 2002): Trung Việt Nam và nam Lào.